# Daichi Sugimoto
Daichi Sugimoto (japanisch 杉本 大地 Sugimoto Daichi; * 15. Juli 1993 in der Präfektur Kanagawa) ist ein japanischer Fußballspieler.

## Karriere
Sugimoto erlernte das Fußballspielen in der Jugendmannschaft von Kyōto Sanga. Hier unterschrieb er 2012 auch seinen ersten Profivertrag. Der Verein aus	Kyōto spielte in der zweithöchsten Liga des Landes, der J2 League. Für den Verein absolvierte er 12 Ligaspiele. 2016 wechselte er zum Ligakonkurrenten Tokushima Vortis. Für Tokushima absolvierte er zwei Ligaspiele. 2017 wechselte er zum Erstligisten Yokohama F. Marinos nach Yokohama. 2019 wurde er mit den Marinos japanischer Fußballmeister. Für den Verein absolvierte er vier Erstligaspiele. 2020 unterschrieb er einen Vertrag beim Zweitligisten Júbilo Iwata. Ende 2021 feierte er mit Júbilo die Meisterschaft der zweiten Liga und den Aufstieg in die erste Liga. 2022 wechselte er zum Erstligaabsteiger Vegalta Sendai nach Sendai. Für Vegalta bestritt er 15 Ligaspiele. Nach einer Saison wechselte er im März 2023 zum Erstligisten Nagoya Grampus.

## Erfolge
Yokohama F. Marinos
- Japanischer Ligapokalfinalist: 2018
- Japanischer Pokalfinalist: 2017
- Japanischer Meister: 2019

Júbilo Iwata
- Japanischer Zweitligameister: 2021